# Las Palabras de Amor (The Words of Love)
"Las Palabras de Amor (The Words of Love)" é um single da banda britânica de rock Queen, lançado em junho de 1982 em vários países da Europa. A faixa foi escrita pelo guitarrista Brian May e faz parte do álbum Hot Space, lançado no mesmo ano.
A canção obteve melhor desempenho nas paradas do que o single anterior do álbum, "Body Language". "Las Palabras de Amor" foi inspirada pela popularidade da banda em terras americanas, sobretudo nos países que falam a língua castelhana.
O B-side contém "Cool Cat", outra faixa do álbum Hot Space. "Las Palabras de Amor" também aparece como B-side do single "The Show Must Go On", de 1991.

## Ficha técnica
Banda
- Freddie Mercury - vocais
- Brian May - vocais, guitarra, violão, piano, sintetizadores, composição
- Roger Taylor - bateria, vocais de apoio
- John Deacon - baixo